# Пјеве д'Олми
Пјеве д'Олми (итал. Pieve d'Olmi) је насеље у Италији у округу Кремона, региону Ломбардија.
Према процени из 2011. у насељу је живело 914 становника. Насеље се налази на надморској висини од 35 м.

## Становништво
Према резултатима пописа становништва 2011. у општини је живело 1.295 становника.
| 1931. | 1936. | 1951. | 1961. | 1971. | 1981. | 1991. | 2001. | 2011. |
| ----- | ----- | ----- | ----- | ----- | ----- | ----- | ----- | ----- |
| 2.154 | 2.189 | 2.258 | 1.775 | 1.330 | 1.178 | 1.134 | 1.170 | 1.295 |

## Партнерски градови
- Понтекорво